# Amphithalea biovulata
Amphithalea biovulata là một loài thực vật có hoa trong họ Đậu. Loài này được (Bolus) Granby miêu tả khoa học đầu tiên.